# Charles Guernier
Pour les articles homonymes, voir Guernier.
Charles Guernier, né le 26 avril 1870 à Saint-Malo (Ille-et-Vilaine) et mort le 19 février 1943 à Paris (Seine), est un homme politique français. Député d'Ille-et-Vilaine de 1906 à 1924 puis 1928 à 1940, conseiller général du canton de Cancale de 1910 à 1940, il est ministre des Postes, Télégraphes et Téléphones puis ministre des Travaux publics et de la Marine au début des années 1930.

## Biographie
Charles Joseph Eugène Marie Guernier est le fils de Charles Eugène Guernier, peintre décorateur, et de Marie Eugénie Husson. Il nait et passe son enfance à Saint-Malo. Il suit ensuite des études de droit à la faculté de Rennes puis à la fondation Thiers à Paris. Il passe son doctorat en 1897 soutenant une thèse sur les crofters écossais. Il enseigne comme maitre de conférence à la faculté de droit de Paris puis en 1898 est chargé du cours d'économie politique et d'histoire des doctrines économiques à la faculté de droit de Lyon. Il est cette même année reçu au concours de l'agrégation et enseigne à Lille de 1898 à 1905.
Il est élu député de la 1re circonscription de Saint-Malo au premier tour des élections de 1906, battant le député sortant, Charles Auguste La Chambre (7 187 voix contre 6 850), Il est réélu dans la même circonscription en avril 1910 au premier tour (8 597 voix contre 5 090 à M. Ménard), en avril 1914  toujours au premier tour (8 068 voix contre 339 à M. Commeurec) et aux élections de 1919, sur la liste républicaine qui obtient 46 981 voix.
En 1910, il est élu conseiller général pour le canton de Cancale en 1910, siège qu'il va occuper plus de 30 ans et en 1921, il est élu président du Conseil général d'Ille-et-Vilaine.
Battu aux élections de 1924, où il s'était présenté sur la liste de Concentration républicaine, il est réélu député de la 1re circonscription de Saint-Malo lors des élections de 1928, au second tour (8 331 voix contre 3 212 à M. Jezequel). Il est réélu au premier tour lors des élections de 1932 (8 078 voix contre 4 390 à M. Gounon) et à celle de 1936, encore au premier tour (7 418 voix contre 4 999 à M. Gounon).
Siégeant dans le groupe de la Gauche radicale, son activité à la Chambre des députés portera surtout sur la marine marchande et les affaires étrangères. Il sera ainsi sous presque toutes les législatures membre de la Commission de la Marine dont il assurera plusieurs fois la présidence et membre de la Commission des Affaires étrangères. Il est le représentant français à Conférence de Londres pour la sauvegarde de la vie humaine en mer et il préside la délégation française de novembre 1913 à janvier 1914 et la signature de cette convention qui sera ratifiée par la loi du 4 juillet 1920.
Avant la Première Guerre mondiale, en juin 1914, il est très brièvement — 3 jours — sous-secrétaire d'État à la Marine marchande dans le gouvernement Alexandre Ribot (4).
D'avril à novembre 1917, il est Haut-commissaire de la République française en Grande-Bretagne pour la centralisation des services du ravitaillement, des transports et du charbon. Il s'occupe alors des négociations des questions maritimes avec le gouvernement britannique et avec le Comité central des charbons mais aussi représente la France dans les comités interalliés pour l'achat de blé et de sucre et pour l'affrètement et l'achat des navires.
Il revient au gouvernement au début des années 1930, étant ministre des Postes, Télégraphes et Téléphones, sous trois gouvernement successifs, entre le 27 janvier 1931 et le 20 février 1932. C'est pendant son ministère qu'est créé le service social des PTT. Il est ensuite ministre des Travaux publics et de la Marine marchande du 20 février au 2 juin 1932.
Il fait partie des 569 parlementaires qui votent pour les pleins pouvoirs au maréchal Pétain en juillet 1940.
Il meurt à 72 ans à Paris le 19 février 1943 à Paris et est inhumé au cimetière de Rocabey, à Saint-Malo.

## Fonctions politiques
- Député d'Ille-et-Vilaine de 1906 à 1924 et de 1928 à 1940 sous l'étiquette de l'Alliance démocratique puis comme Radical indépendant.
- Conseiller général du canton de Cancale en 1910 et président du Conseil général d'Ille-et-Vilaine en 1921
- Sous-secrétaire d'État à la Marine Marchande du 10 au 13 juin 1914 dans le gouvernement Alexandre Ribot (4)
- Haut-commissaire auprès du gouvernement britannique pour le règlement des affaires maritimes interalliés du 10 avril au 12 septembre 1917 dans le gouvernement Alexandre Ribot (5)
- Ministre des Postes, Télégraphes et Téléphones du 27 janvier 1931 au 20 février 1932 dans les gouvernements Pierre Laval (1), Pierre Laval (2) et Pierre Laval (3)
- Ministre des Travaux Publics et de la Marine Marchande du 20 février au 3 juin 1932 dans le gouvernement André Tardieu (3)

## Distinctions et hommages

### Décorations françaises
- Chevalier de la Légion d'honneur
- Officier de l'ordre du Mérite agricole
- Commandeur de l'ordre du Mérite maritime

### Décorations étrangères
- Chevalier commandeur de l'ordre du Bain
- Grand officier de l'ordre du Ouissam alaouite
- Grand officier de l'ordre de l'Aigle blanc (Serbie)

Une avenue porte son nom à Saint-Malo